# Campanula bornmuelleri
Espèce
Classification phylogénétique
La Campanula bornmuelleri (Campanule de bornmueller) est une petite plante d'une dizaine de centimètres originaire du sud-est de la Turquie, qui pousse dans les fissures de roches calcaire ou granitique entre 2300 et 3500 m.
Elle doit son nom à Joseph Friedrich Nicolaus Bornmüller.